# Kopperå (stacja kolejowa)
Kopperå – stacja kolejowa w Kopperå, w okręgu Trøndelag w Norwegii, oddalona od Trondheim o 88,30 km. Położona na wysokości 328,5 m n.p.m. Jest ostatnią stacją po stronie norweskiej.

## Ruch dalekobieżny
Leży na linii Meråkerbanen. Stacja przyjmuje dwie pary pociągów do Trondheim i szwedzkiej miejscowości Östersund.

## Obsługa pasażerów
Poczekalnia, parking na 15 miejsc, przystanek autobusowy, postój taksówek. Odprawa podróżnych odbywa się w pociągu.